# Tomasz Mikołajczak
Tomasz Mikołajczak, né le 11 décembre 1987 à Kościan, est un footballeur professionnel polonais. Il occupe actuellement le poste d'attaquant au Nielba Wągrowiec, club de troisième division polonaise.

## Biographie

### Sa formation en Pologne
Tomasz Mikołajczak commence sa carrière à l'Obra Kościan et intègre l'équipe première en 2004. Deux ans plus tard, il signe au Nielba Wągrowiec, club de quatrième division. Là-bas, le joueur se montre à son avantage, accède à la troisième division et finit même meilleur buteur de la ligue en 2009, alors que son club échoue à quelques points de la montée. 

### Découvre le haut niveau à Poznań mais déchante
Peu après la signature d'un partenariat entre le Nielba Wągrowiec et le Lech Poznań quelques semaines après la fin de la saison, Tomasz Mikołajczak devient le premier joueur à « bénéficier » de cette alliance. Dans un club qui a l'habitude de faire confiance aux jeunes, en témoigne l'explosion de Robert Lewandowski (meilleur buteur de troisième division en 2007), Mikołajczak joue quelques bouts de matches. Suivant la bonne dynamique de l'équipe, le jeune Kolejorz trouve le chemin des filets le 12 décembre, un jour après avoir fêté son vingt-deuxième anniversaire, et donne même la victoire à son club en réalisant le doublé face au Korona Kielce peu après son entrée en jeu. Cependant, sa situation ne change pas et il continue de rentrer en fin de rencontres. Il assiste donc du banc au sacre de son équipe en championnat, dix-sept ans après son dernier titre.
En manque de temps de jeu, il est prêté pour une saison au Polonia Bytom le 20 août 2010. Le lendemain, il joue son premier match, entrant en jeu à vingt minutes de la fin du match contre le Korona Kielce alors que son équipe est menée un but à zéro. Cependant, il n'arrive pas à s'imposer, même si le club ne marche pas fort en championnat. À l'hiver, il est rappelé par son club, qui vient de perdre Sławomir Peszko et qui voit que le prêt de son joueur ne porte pas ses fruits. Mais barré par Artjoms Rudņevs ou Bartosz Ślusarski, il ne joue presque pas et est libéré de son contrat à la fin de la saison.

### Tente de se relancer
Essayant de trouver un point de chute en première division, Mikołajczak attend plusieurs mois avant de signer un nouveau contrat. Il doit cependant se résigner et s'engager avec son ancien club, le Nielba Wągrowiec (D3), en janvier 2012.

## Statistiques
| Saison                | Club                  | Championnat           | Championnat | Championnat | Coupe(s) nationale(s) | Coupe(s) nationale(s) | Compétition(s) continentale(s) | Compétition(s) continentale(s) | Compétition(s) continentale(s) | Total | Total |
| Saison                | Club                  | Division              | M.          | B.          | M.                    | B.                    | Comp.                          | M.                             | B.                             | M.    | B.    |
| 2009-2010             | Lech Poznań           | Ekstraklasa           | 24          | 4           | 1                     | 0                     | C3                             | 3                              | 0                              | 28    | 4     |
| 2010-2011             | Lech Poznań           | Ekstraklasa           | 0           | 0           | 1                     | 0                     | C1                             | 2                              | 0                              | 3     | 0     |
| 2010-2011             | Polonia Bytom (prêt)  | Ekstraklasa           | 4           | 0           | 1                     | 0                     | -                              | -                              | -                              | 5     | 0     |
| 2010-2011             | Lech Poznań           | Ekstraklasa           | 8           | 1           | 4                     | 0                     | -                              | -                              | -                              | 12    | 1     |
| Total sur la carrière | Total sur la carrière | Total sur la carrière | 36          | 5           | 7                     | 0                     | -                              | 5                              | 0                              | 48    | 5     |

1. ↑  D'août à décembre 2010.

## Palmarès

### Collectif
- Champion de Pologne : 2010
- Finaliste de la Supercoupe de Pologne : 2010
- Finaliste de la Coupe de Pologne : 2011

### Distinctions personnelles
- Meilleur buteur de quatrième division polonaise : 2007 (27 buts)
- Meilleur buteur de troisième division polonaise : 2009 (18 buts)